# Okan Yıldız
Okan Yıldız (* 5. Mai 1991 in Istanbul) ist ein türkischer Fußballspieler.

## Karriere
Yıldız begann mit dem Vereinsfußball in der Jugend von Kartalspor und erhielt hier im August 2009 einen Profivertrag. Sein Profidebüt machte er am 23. August 2009 im Ligaspiel gegen Altay Izmir. Obwohl er Spieler der Profimannschaft war spielte er auch für die Reservemannschaft. In der Saison 2011/12 gelang ihm der Sprung in die Startformation. Daneben spielte er auch für die Reservemannschaft und konnte mit dieser in der TFF A2 Ligi die Meisterschaft erreichen.
Zur Saison 2014/15 wechselte Yıldız zum Ligarivalen 1461 Trabzon. Am Ende der Drittligasaison 2014/15 konnte er mit seinem Verein die Play-offs der Liga gewinnen und damit den direkten Wiederaufstieg erreichen.

## Erfolge
- Kartalspor A2 (Rerservemannschaft):
- Meister der TFF A2 Ligi: 2011/12

Mit 1461 Trabzon
- Play-off-Sieger der TFF 2. Lig und Aufstieg in die TFF 1. Lig: 2014/15